# .yokohama
.yokohamaは、インターネットのDNSにおける横浜市向けのトップレベルドメイン（日本の地理的トップレベルドメイン）である。2014年6月5日にICANNとGMOドメインレジストリは、GMOドメインレジストリが.yokohamaを運営するためのレジストリ契約を締結した。
.yokohamaは他のトップレベルドメインと同じく横浜以外に住んでいる人でも登録可能。